# Спинокрил зеленуватий
Спинокрил зеленуватий (Fissidens viridulus) — вид мохів порядку дикранальних (Dicranales).

## Поширення
Батьківщиною є Європа, Макаронезія, Північна Америка, Південна Америка, Азія.